# Димитър Цветков (опълченец)
Вижте пояснителната страница за други личности с името Димитър Цветков.
Димитър Цветков Николов е участник в Руско-турската война (1877 – 1878), опълченец в Българското опълчение.

## Биография
Димитър Цветков е роден през 1847 г. в село Лозно, Кюстендилско. След обявяване на Руско-турската война в 1877 година постъпва в Българското опълчение, в 4-та Опълченска дружина през май 1877 г. Участва в боевете при Шипка. Там е тежко ранен и загубва лявата си ръка.
През 1928 г. е удостоен със званието „почетен гражданин на град Кюстендил“.